# 고쿠데라 하야토
고쿠데라 하야토(일본어: 獄寺隼人)는 가정교사 히트맨 REBORN!의 등장인물이다.

## 프로필
- 속성: 폭풍
- 직급: 나미모리 중학교 2-A반, 봉고레 패밀리. 폭풍의 수호자
- 연령: 14세
- 출신국가: 이탈리아
- 존경하는 사람: 사와다 츠나요시, 리본
- 싫어하는 것: 10대째를 괴롭히는 인간들, 람보 , 연상 , 아버지(싫어하기 보다는 증오한다.)
- 신장: 168 cm(자칭 172cm)
- 체중: 54 kg
- 생일: 9월 9일
- 혈액형: B형
- 취미 겸 특기: 피아노
- 성우: 이치노세 히데카즈/홍범기
- 성우(어린 시절): 요시다 아사코/김현심→김영은

## 개요
이탈리아인의 아버지와 일본과 이탈리아 피가 섞인 혼혈인 피아니스트 어머니 사이에서 태어났다. 이탈리아인 피가 3/4정도, 일본인의 피가 1/4정도 흐른다. 대부호 마피아의 집에서 살아왔으나 친하게 지내던 피아노 잘치는 누나가 자신의 어머니였고, 그 어머니가 자신의 아버지에 의해 죽었다는 소식을 듣고 충격을 받는다. 자력으로 마피아가 되고자 몇 번이나 가출을 해왔으며, 8세에 가출했을 때 봉고레에 들어와 활동하게 된 듯하다. 이복누나인 비앙키에게 트라우마가 있는데 이는 비앙키가 자신을 포이즌 쿠킹의 실험대상으로서 사용했었기 때문이다. 만화에서는 담배도 피우지만 애니메이션에서는 미성년자가 담배를 피우는 건 문제가 있어서 삭제되었다. 츠나가 10대 보스로 선택받은 것을 시험하고자 그에게 덤벼왔으나 결국 츠나의 필살모드에 패배하고 장래에 그의 오른팔이 되기로 결심한다. 어떤 지시도 반항하지 않고 따랐으나, 진6조화와의 싸움 전에 딱 한 번 반항을 한다. 후타의 랭킹에 따르면 나미모리중 전투랭킹 3위라고 한다. 교사조차도 두려워하는 불량소년이며 연상의 인간은 죄다 적이라는 말을 서슴없이 하기도 한다. 수업도 잘 듣지 않는데도 불구하고 성적도 최상이며 가히 천재라고 불러도 될만큼 머리가 좋다. 그래서 그런지 무언가를 가르칠 때는 무조건 이론으로 시작한다. 의외로 미신이나 유령을 잘 믿어서 오컬트 잡지를 애독 중이며 심지어 일본식의 퇴마법도 알고 있다. 어렸을 적, Dr.샤멀이 다이너마이트를 쓰는 것을 보고 Dr.샤멀에게 다이너마이트를 가르쳐 달라고 했으며, 고쿠데라의 머리는 Dr.샤멀을 따라한 스타일인 듯하다. 전투 시에는 다이너마이트에 담배불을 붙여서 사용한다. 하지만 애니메이션에서는 담배피우는 설정을 없애버렸기에 자동으로 도화선에 불이 붙여진다. 이 때문에 그의 별명은 원작에서는 '인간폭격기 스모킹 봄 하야토', 애니판에서는 그냥 '허리케인 봄'이다. 무기 성질상 장애물이 많은 곳에서 힘을 발휘한다.

## 무기
- 폭풍의 봉고레 링(정제도 A+랭크)
  - 고쿠데라가 지닌 봉고레 링이다. (자세한 것은 봉고레 패밀리 참조)

- 다이너마이트(Dynamite)
  - 고쿠데라가 늘 휴대하면서 사용하는 다이너마이트로, 이 무기로 인해 고쿠데라에겐 스모킹 붐(Smoking Bomb / 인간폭격기)이라는 별칭이 붙었으며 점화할 때는 원작에선 피고 있던 담배로 점화했지만 애니메이션에서는 그냥 저절로 점화된다. 초기에 그냥 다이너마이트만 사용했지만 회가 전개될수록 더욱 더 폭탄을 개량해서 여러 가지 추가 효과 및 기능을 지닌 여러 다이너마이트들을 상황에 맞게 사용한다. 다이너마이트의 특성에 맞게 차폐물이나 장애물이 많은 지역에서는 큰 힘을 발휘한다.

- 플레임 애로우(Flame Arrow / 적염의 화살)
  - 미래 편에 와서 고쿠데라에게 처음으로 생긴 박스 병기이자 시스테마 C.A.I의 공격 무기이다. 해골 형상을 한 바주카처럼 생겼으며 폭풍 필살염을 응집시켜 포탄처럼 쏠 수 있다. 포탄을 따로 장착하지 않고 포탄을 쏘면 그냥 위력 없는 필살염만 나가지만 포탄을 장착하고 포탄을 쏘면 엄청난 위력을 발휘한다.

- 시스테마 C.A.I
  - 미래 편에서 고쿠데라가 사용한 강력한 중, 원거리 지원 병력 무기이다. Cambio. Arma. Istantaneo(순시 무장변환 시스템)의 약자로 해골 문양이 박힌 검은 색의 여러 박스가 모여있는 세트로 되어 있다. 처음엔 자신의 폭풍 속성 필살염만을 이용해 박스를 열려던 고쿠데라였지만 곧 시스테마 C.A.I가 자신의 안에 있는 비, 태양, 구름, 번개의 속성들을 이용해 순서에 맞게 열어야 하는 퍼즐박스라는 것을 깨닫고는 시스테마 C.A.I를 완전히 마스터한다. 실드 6개와 포탄 4개, 콘택트 디스플레이 1쌍, 그리고 호버 링 1개와 가토. 템페스타 1마리로 이루어져 있다.

- 가토 템페스타(Gato Tempesta / 폭풍 고양이)
  - 고쿠데라의 애니멀 박스 병기로, 시스테마 C.A.I에 속해있던 박스 병기로 귀와 꼬리에 폭풍 필살염이 깃들어 있다. 굉장히 난폭한 성격이며 원래 동물과는 사이가 안 좋은 고쿠데라와는 거의 물과 기름 사이이다. 매일 고쿠데라를 할퀴거나 물어 귀찮게 하지만 전투 때는 고쿠데라를 나름대로 보조하면서 호흡을 맞추기도 한다. 고쿠데라는 우리(오이)라고 이름지었다.

1. . 판테라. 템페스타(Pantera. Tempesta) - 태양 필살염의 힘으로 신체를 활성시켜 우리가 성장한 형태로, 고양이에서 표범으로 성장했다. 능력치가 전체적으로 강화되었으며 아직 성장 중이기 때문에 앞날이 무궁무진한 박스이다. 힘도 강력하여 감마가 지닌 네레. 볼페 2마리와 맞먹는 힘을 지녔다.

- 봉고레 박스(Vongola Box)
  - 고쿠데라의 폭풍의 박스이다. (자세한 것은 봉고레 박스 참조)

- 봉고레 기어(Vongola Gear)
  - (자세한 것은 봉고레 기어 참조)

## 기술
- 2배 봄
  - 평소보다 2배로 다이너마이트를 많이 던지는 기술이다.

- 3배 봄
  - 평소보다 3배로 다이너마이트를 많이 던지는 기술이다.

- 꼬마 봄(Mini Bomb)
  - 아주 자그마한 미니폭탄을 던지는 기술로, 꼬마 봄을 이용해 원근법을 이용한 트릭을 쓰기도 한다.

- 트랩 봄(Trap Bomb)
  - 지형에 폭탄을 고정시킨 후, 정해진 시간에 폭발시키는 기술이다.

- 로켓 봄(Rocket Bomb)
  - 다이너마이트를 개량하여 다이너마이트에 추진력을 부가시켜 상대에게 백발백중 명중시키는 기술이다.

- 해골 실드
  - 시스테마 C.A.I 때의 방어 기술로, 해골 장식이 되어 있는 거대한 6개의 실드이다. 공중에 떠다니며 폭풍 필살염과 비의 필살염이 동시에 코팅되어 있기 때문에 적의 공격을 진정시킴과 동시에 분해하여 고쿠데라를 적의 공격으로부터 지킨다.

- 호버링(Hovering)
  - 시스테마 C.A.I 때의 공격 기술로, 폭풍 필살염으로 이루어진 원반을 타고 공중부양 및 공중이동을 할 수 있다.

- 플레임 애로우(Flame Arrow)
  - 시스테마 C.A.I 때의 공격 기술로, 해골 바주카에서 여러 가지 효능을 지닌 포탄을 발사한다.

1. . 폭풍 탄 - 그냥 다이너마이트를 넣고 쐈을 때의 기술로, 폭풍 필살염이 전방위로 발사된다.
2. . 폭풍 + 비 탄 - 시스테마 C.A.I에 장착되어 있던 포탄을 넣고 쐈을 때의 기술이다. 비의 필살염이 코팅된 폭풍 필살염을 발사하며 표면에 코팅된 비의 필살염이 적의 공격이나 방어를 진정시킨 뒤 그대로 폭풍 필살염의 힘인 분해를 이용해 파괴한다.
3. . 폭풍 + 태양 탄 - 시스테마 C.A.I에 장착되어 있던 포탄을 넣고 쐈을 때의 기술이다. 다연발 산탄으로 되어 있으며 태양 필살염의 활성으로 인한 엄청난 스피드의 불규칙적 가속으로 인해 빠른 스피드로 상대를 번롱하다가 착탄한다.
4. . 폭풍 + 구름 탄 - 시스테마 C.A.I에 장착되어 있던 포탄을 넣고 쐈을 때의 기술이다. 일직선으로 쭉 뻗어나가던 폭풍 필살염이 구름 속성의 증식으로 인해 갑자기 증식해 뻗어나가는 형식으로 날아가 착탄한다.
5. . 폭풍 + 번개 탄 - 시스테마 C.A.I에 장착되어 있던 포탄을 넣고 쐈을 때의 기술이다. 가장 강력한 공격력을 지닌 탄이며 폭풍 필살염이 지닌 분해의 파괴력을 번개 필살염이 지닌 경화의 힘으로 더욱 더 단단하고 강력하게 파워업시켜 공격한다.
6. . 플레임 미사일(Flame Missalie) - 시스테마 C.A.I에 장착되어 있던 강력한 포탄을 넣고 쐈을 때의 기술, 필살염을 이용한 공격이 아니라 물질적인 미사일을 이용한 공격이기 때문에 필살염을 흡수하는 계열의 적에게도 준비를 갖추었다.

- 개틀링 애로우(Gattling Arrow)
  - 봉고레 박스 때의 기술로, G의 아처리에서 여러 발의 폭풍 필살염의 화살을 쏘는 기술이다.

- 토네이도 플레임 애로우(Tornado Flame Arrow)
  - 봉고레 박스 때의 기술로, G의 아처리에서 최대 파워, 최대 출력의 폭풍 필살염의 화살을 고속회전시켜 발사하는 기술, 엄청난 위력을 지녔으며 그 위력은 수라개갑을 한 자쿠로의 다이너소어 스킨도 벗겨내버리는 위력을 선보인다.